# Poala granulosa
Poala granulosa is een hooiwagen uit de familie Cosmetidae.